# Exportpreis Bayern
Der Exportpreis Bayern ist ein Wirtschaftspreis, für den sich kleine Unternehmen (maximal 50 Mitarbeiter) mit Sitz in Bayern bewerben können, die auf Auslandsmärkten erfolgreich sind. Träger des Wettbewerbs sind das Bayerische Wirtschaftsministerium, der Bayerische Industrie- und Handelskammertag und die Arbeitsgemeinschaft der bayerischen Handwerkskammern. Der Preis soll die internationale Wettbewerbsfähigkeit kleiner und mittlerer bayerischer Unternehmen stärken.

## Kategorien des Preises
Der Preis wird vergeben in den Kategorien
- Industrie
- Handwerk
- Handel
- Dienstleistungen
- Tourismus (bis 2011)

## Vergabekriterien und Preisgestaltung
Die Vergabe des Preises erfolge nicht nach Unternehmensgröße oder Umsatz, vielmehr seien die Ideen hinter einem Exporterfolg und eine „interessante, außergewöhnliche Marketingstrategie“ entscheidend. Die Erstplatzierten in jeder Kategorie erhalten einen individuell gefertigten Pokal nebst einer Urkunde und einen Kurzfilm über das Unternehmen. Die Verleihung des Preises und der Kurzfilm können werbemäßig verwendet werden.

## Bisherige Verleihungen und Teilnahmeresonanz
Der Wettbewerb wird seit dem Jahr 2007 in jährlichem Turnus durchgeführt. Im Jahr 2011 nahmen knapp 130 Unternehmen, im Jahr 2012 100 Bewerber teil.